# Râul Tamarca
Râul Tamarca sau Râul Tătarca este un curs de apă, afluent al râului Jijia. , avand gura de varsare in estul localitatii Osoi.  Insa in prezent , in estul Osoiului nu a ramas decat vechea albie a raului Jijia , numita Jijia Veche , care a pierdut legatura cu cursul superior, derivat spre Moreni, astfel raul Tamarca nu mai ajunge propriu-zis in raul Jijia, ci impreuna cu alti fosti tributari ai Jijiei,  cum ar fi raul Comarna sau raul Covasna , situati mai in aval, este preluat de albia veche a Jijie , care are rolul de a conduce aceste cursuri de apa spre raul  Prut, confluenta cu acesta din urma ,avand loc in dreptul localitatii Gorban  .